# Henryk Drzewiecki
Henryk Drzewiecki, właściwie Hercel Rozenbaum (ur. 3 stycznia 1905 w Warszawie, zm. 1937 w Moskwie) – polski pisarz i krytyk literacki pochodzenia żydowskiego. Członek Komunistycznej Partii Polski.

## Życiorys
Wychowany na warszawskiej Pradze, początkowo wiązał swoją przyszłość z malarstwem. W 1925 wstąpił na Uniwersytet Warszawski, gdzie studiował literaturę polską pod kierunkiem Karola Irzykowskiego. Współpracował w tym czasie z „Dźwignią” (1928), „Miesięcznikiem Literackim” (1929-1930) i „Wiadomościami Literackimi” (1929-1930), uczęszczał też na spotkania Kwadrygi. W 1930 opublikował wespół z F. Mecenem rozprawę krytyczną Od „Czarnych skrzydeł” do czarnej koszuli, w której polemizował z Juliuszem Kaden-Bandrowskim, określając jego powieść Czarne skrzydła mianem profaszystowskiej. Trapiony od dzieciństwa gruźlicą, w 1930 - po powołaniu do wojska - nabawił się dodatkowo jaglicy i powoli zaczął ślepnąć.
Aresztowany w 1931 za działalność komunistyczną, został skazany na 8 lat więzienia. W celi zabrał się za pisanie opracowania o więziennej moralności i prześladowaniach więźniów politycznych, ale praca nie zachowała się. W 1933, ze względu na pogłębiającą się gruźlicę i groźbę śmierci, został czasowo wypuszczony na wolność. Natychmiast wrócił do aktywnego życia politycznego, z polecenia KPP zostając współredaktorem świeżo utworzonego, lewicowego pisma artystycznego „Lewar”. W 1934 opublikował opisującą życie bezrobotnych powieść Kwaśniacy, jednak jeszcze w tym samym roku, ze względu na zbliżający się koniec przerwy w odbywaniu kary, podjął decyzję o ucieczce z kraju. Najpierw pojechał do Paryża, skąd następnie - na początku 1935 roku - udał się do Związku Radzieckiego, do Moskwy. Tam kontynuował działalność literacką, współpracując m.in. z „Kulturą Mas", polskim czasopismem wydawanym w latach 1929-1937, oraz pisząc opowiadania o żołnierskim życiu w koszarach, wydane zbiorczo - pod tytułem Firuleje - dopiero w roku 1958.
Jak wielu przebywających w ZSRR polskich komunistów, w roku 1937, w okresie „wielkiej czystki”, został aresztowany przez NKWD i stracony. Zrehabilitowany pośmiertnie w 1956.
Żoną Drzewieckiego była Ada Taubenhaus. W 1935 wyjechała za mężem do ZSRR i podzieliła jego los.